# Otto Hofmann-Wellenhof
Otto Hofmann-Wellenhof, auch Otto Hoffmann von Wellenhof, (* 14. März 1909 in Graz; † 8. Mai 1988 in Graz) war ein österreichischer Politiker (ÖVP) und Schriftsteller.

## Leben
Otto Hofmann-Wellenhof (1909–1988) wurde als Sohn des Chirurgen Karl Hofmann von Wellenhof und der Klothilde von Kraus in eine katholische Familie geboren. Sein Onkel war der Schriftsteller und Politiker Paul Hofmann von Wellenhof. Sein Großonkel, der Mediziner Georg Hofmann von Wellenhof, war am Wiener Hygiene-Institut ein Pionier der Erforschung von Infektionskrankheiten in Österreich.
Nach dem Besuch der Volksschule maturierte er 1929 an einem humanistischen Gymnasium und immatrikulierte anschließend an der Juridischen Fakultät der Universität Graz. Parallel arbeitete er 1929 bis 1939 als Privatsekretär „bei einem wissenschaftlichen Publizisten“.
Seit 1939 war Hofmann-Wellenhof als Schriftsteller tätig und veröffentlichte vorwiegend heitere Erzählungen und Anekdoten in Zeitungen und Zeitschriften. Während der Zeit des Ständestaates war er Mitglied der Einheitspartei Vaterländische Front und sendete seine heiteren Geschichten im Rundfunk.
Nach dem Anschluss Österreichs folgten Anfang der 1940er Jahre erste Buchpublikationen, zudem war er journalistisch bei den NS-Publikationen Volksstimme (Linz) und Donauzeitung (Belgrad) tätig. Obwohl die NSDAP-Kreisleitung nicht garantieren konnte, dass er sich rückhaltlos für den NS-Staat einsetzen würde, und trotz der Vorbehalte der Gestapo hinsichtlich seines politischen Leumunds und seiner katholischen Konfession wurde Hofmann-Wellenhof in die Reichsschrifttumskammer aufgenommen. Er war nicht Mitglied der NSDAP, aber der Nationalsozialistischen Volkswohlfahrt.
Am 17. November 1944 erlitt Hofmann-Wellenhof einen schweren Schicksalsschlag: Seine Mutter, seine Ehefrau und seine drei Kinder wurden von einem geistig zerrütteten Offizier, der die bevorstehende Niederlage im Zweiten Weltkrieg nicht verkraften konnte, bei einem Amoklauf erschossen.
Nach dem Ende des Zweiten Weltkriegs schrieb Hofmann-Wellenhof Sketche für das zeitkritische Grazer Kabarett Igel und arbeitete als Journalist für verschiedene Zeitungen. Ab 1947 war der Leiter der Literaturabteilung bei dem von den Briten in ihrer Besatzungszone gegründeten Sender Alpenland mit Sitz in Graz.
1949 wurde er Präsident des Berufsverbandes österreichischer Journalisten und Autoren und im selben Jahr auch Vorstand im Steirischen Schriftsteller-Bund (SSB), dessen Ehrenpräsident er 1981 wurde. 1953 und 1955 nahm er an den Pürgger Dichterwochen teil. In den 1960er Jahren war er mit dem Alpenländischen Kulturverband Südmark (AKVS) verbunden. Er betreute die Buchreihe Steirische Autoren im Stiasny Verlag, der Erstveröffentlichungen junger Autoren verlegte, und war zudem Programmleiter von Radio Graz. Hofmann-Wellenhof blieb beim Österreichischen Rundfunk und avancierte schließlich zum stellvertretenden Rundfunkintendanten (1967–1974). Er war Autor einiger Beiträge in dem von der Österreichischen Landsmannschaft herausgegebenen Eckartboten.

## Politische Karriere
Der gebürtige Grazer war von 1953 bis 1957 Abgeordneter der ÖVP zum Steiermärkischen Landtag. Für die ÖVP wurde er 1957 Mitglied des Bundesrates und blieb es bis 1980. In den Jahren 1962, 1971, 1976 und 1980 übernahm er jeweils für ein halbes Jahr den Vorsitz des Bundesrates. Am 8. Juli 1980 wurde Hofmann-Wellenhof zum Vorsitzenden der 12. Bundesversammlung gewählt, die zur Angelobung des wiedergewählten Bundespräsidenten Rudolf Kirchschläger zusammentrat.
Hofmann-Wellenhof engagierte sich besonders für die Belange der Heimatvertriebenen und galt als Verbindungsmann der Steirischen Volkspartei zum deutschnationalen Lager. Er war neben Taras Borodajkewycz und Johann Wilhelm Mannhardt Obmann des 1958 gegründeten Allgemeinen Deutschen Kulturverbands (ADKV), heute eine Arbeitsgruppe der 1880 zum Schutz deutscher Minderheiten gegründeten Österreichischen Landsmannschaft.

## Schriften
- Lächelnder Alltag. Stiasny, Graz 1946.[14]
- Eine Woche vor der Hochzeit (= Lichtblick-Bibliothek. Bd. 2). Mur-Verlag, Graz 1947, (2. Auflage. Stiasny, Graz u. a. 1952).
- Panorama. Erzählungen und Skizzen. Graz & Wien, Staisny 1954.
- Tendenz: Vorwiegend heiter (= Stiasny-Bücherei. Bd. 62, ZDB-ID 1067853-0). Eingeleitet und ausgewählt von Alfred Holzinger. Stiasny, Graz u. a. 1959.
- Bilder, fern und nah. Erzählungen, Humoresken, Feuilletons. Krems a.d. Donau, Heimatland-Verlag 1966.
- Gegen den Wind gesprochen. Stocker, Graz u. a. 1979, ISBN 3-7020-0333-9.
- Aus meiner heilen Welt. Stocker, Graz u. a. 1984, ISBN 3-7020-0460-2.
- Zeit- und Unzeit-Geschichten. Stocker, Graz 1989.

## Auszeichnungen
- 1968: Großes Silbernes Ehrenzeichen für Verdienste um die Republik Österreich[15]
- 1976: Großes Goldenes Ehrenzeichen mit dem Stern für Verdienste um die Republik Österreich[15]
- 1980: Großes Silbernes Ehrenzeichen am Bande für Verdienste um die Republik Österreich[15]
- Goldenes Ehrenzeichen des Landes Steiermark[3]
- Ehrenring des Landes Steiermark[3]
- Großes Verdienstkreuz des deutschen Bundesverdienstordens[3]